# Strnad cvrčivý
Strnad cvrčivý (Emberiza cirlus) je středně velký jihoevropský druh pěvce z čeledi strnadovitých.

## Popis
Samice a mladí ptáci se podobají strnadu obecnému, dospělý samec je nezaměnitelný – má černé hrdlo a oční proužek na žlutém podkladu, zespodu lemovaném na hrudi zeleným proužkem. 

## Výskyt
Hnízdí na okrajích lesů, v hájích, parcích, často na suchých slunných svazích. Na území České republiky pouze vzácně zaletuje. Dosud byl zjištěn osmkrát, naposledy v březnu 1990 u Dětmarovic.

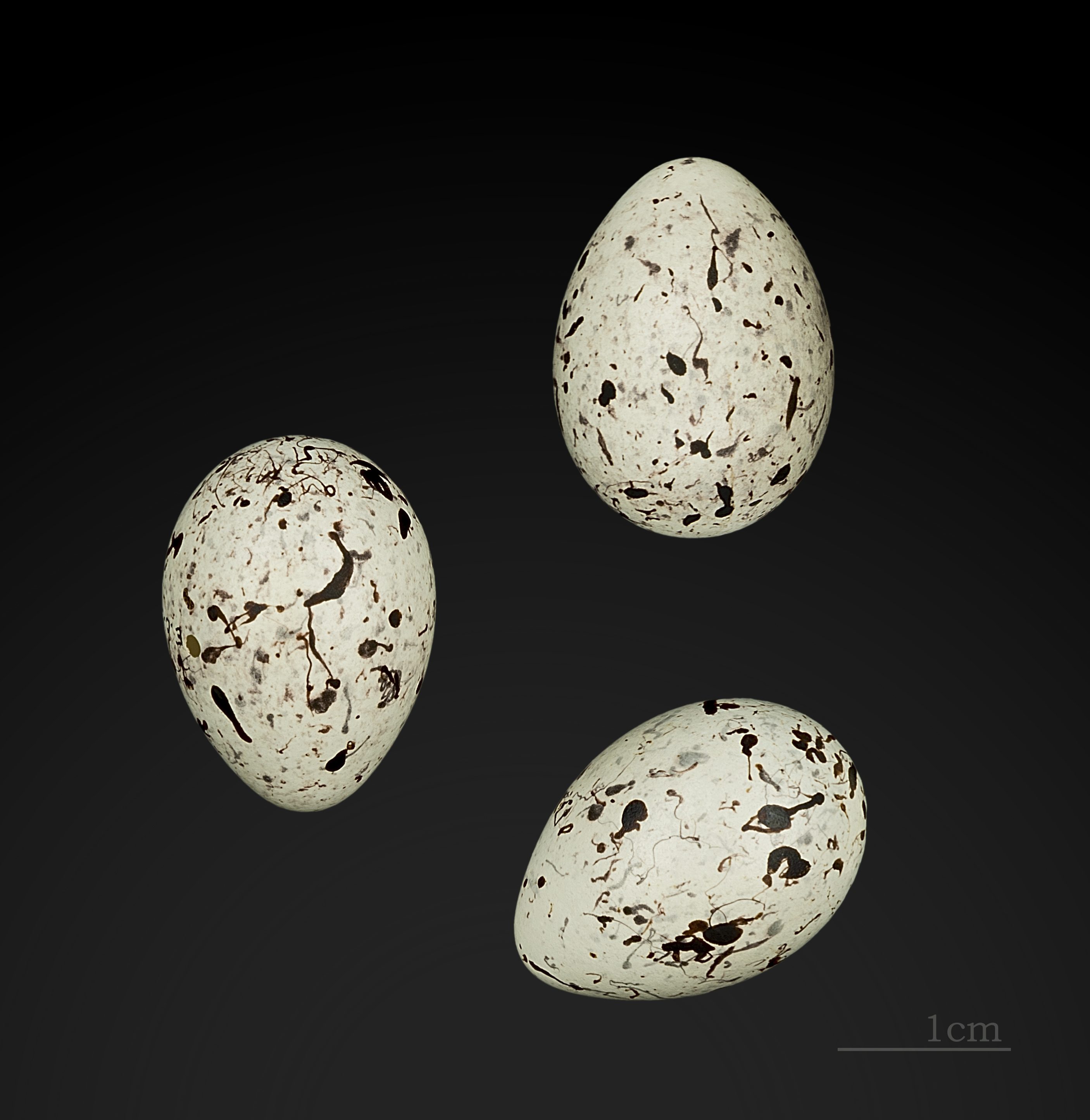
Vejce strnada cvrčivého